# Карън Роуз
Карън Роуз (на английски: Karen Rose) е американска писателка на бестселъри в жанра романтичен трилър.

## Биография и творчество
Карън Роуз Хейфър е родена на 29 юли 1964 г. в Балтимор, Мериленд, САЩ. Израства в предградията на Вашингтон. Завършва с бакалавърска степен по инженерна химия в университета на Мериленд. След дипломирането си се омъжва за психиатъра Мартин Хейфър. Имат две деца, едното от които е глухо.
Преместват се в Синсинати, Охайо, където работи като инженер за голяма компания за потребителски стоки, и има два патента. Пътува много със самолети, пристрастява се към четенето на книги и сама опитва да пише като хоби. По-късно работи като учител по химия и физика в гимназия.
Първият ѝ романтичен трилър „Не говори“ от поредицата „Чикаго“ е публикуван през 2003 г. Следващият трилър от поредицата, „Наблюдавам те“, е удостоен с престижната награда РИТА.
Трилърът ѝ „Ням писък“ от 2010 г. също е удостоен с наградата РИТА. Пет други от произведенията ѝ също са били номинирани за наградата.
Независимо че романите ѝ са отделени в различни серии, много от героите ѝ се повтарят в тях и имат логична взаимовръзка.
Произведенията на писателката често са в списъците на бестселърите. Те са преведени на над 20 езика по света.
Карън Роуз живее със семейството си в Брайдентън, Флорида, и в Хамилтън, Охайо.

## Произведения

### Серия „Чикаго“ (Chicago)
1. Don't Tell (2003)
Не говори, изд.: СББ Медиа АД, София (2022), прев. Елена Чизмарова-Хансен
2. Have You Seen Her? (2004)
3. I'm Watching You (2004) – награда РИТА
Наблюдавам те, изд.: СББ Медиа АД, София (2023), прев. Цветана Генчева
4. Nothing to Fear (2005)
Не се страхувай, изд.: СББ Медиа АД, София (2024), прев. Цветана Генчева
5. You Can't Hide (2006)
Не можеш да се скриеш, изд.: ИК „Бард“, София (2008), прев. Елена Чизмарова
6. Count to Ten (2007)

### Серия „Филаделфия / Атланта“ (Philadelphia / Atlanta)
1. Die for Me (2007)
2. Scream for Me (2008)
3. Kill for Me (2009)

### Серия „Минеаполис“ (Minneapolis)
1. I Can See You (2009)
2. Silent Scream (2010) – награда РИТА
Ням писък, изд.: СББ Медиа АД, София (2016), прев. Венцислав Градинаров

### Серия „Балтимор“ (Baltimore)
1. You Belong to Me (2011)
Защото ми принадлежиш, изд.: ИК „Бард“, София (2014), прев. Весела Ангелова
2. No One Left to Tell (2012)
3. Did You Miss Me? (2012)
4. Watch Your Back (2013)
5. The Monster In The Closet (2017)

- Broken Silence (2013)

### Серия „Синсинати“ (Cincinnati)
1. Closer Than You Think (2014)
2. Alone in the Dark (2015)
3. Every Dark Corner (2016)

### Новели
- Dirty Secrets (2014), и в Hot Pursuit (2005) – с Карла Касиди и Ани Соломон